# Ruszów (Węgliniec)
Ruszów (deutsch Rauscha) ist eine Ortschaft der Stadt-und-Land-Gemeinde Węgliniec (Kohlfurt) in der Woiwodschaft Niederschlesien in Polen. Der Ort gehört zur Euroregion Neiße und liegt im polnischen Teil der Oberlausitz.

## Geschichte

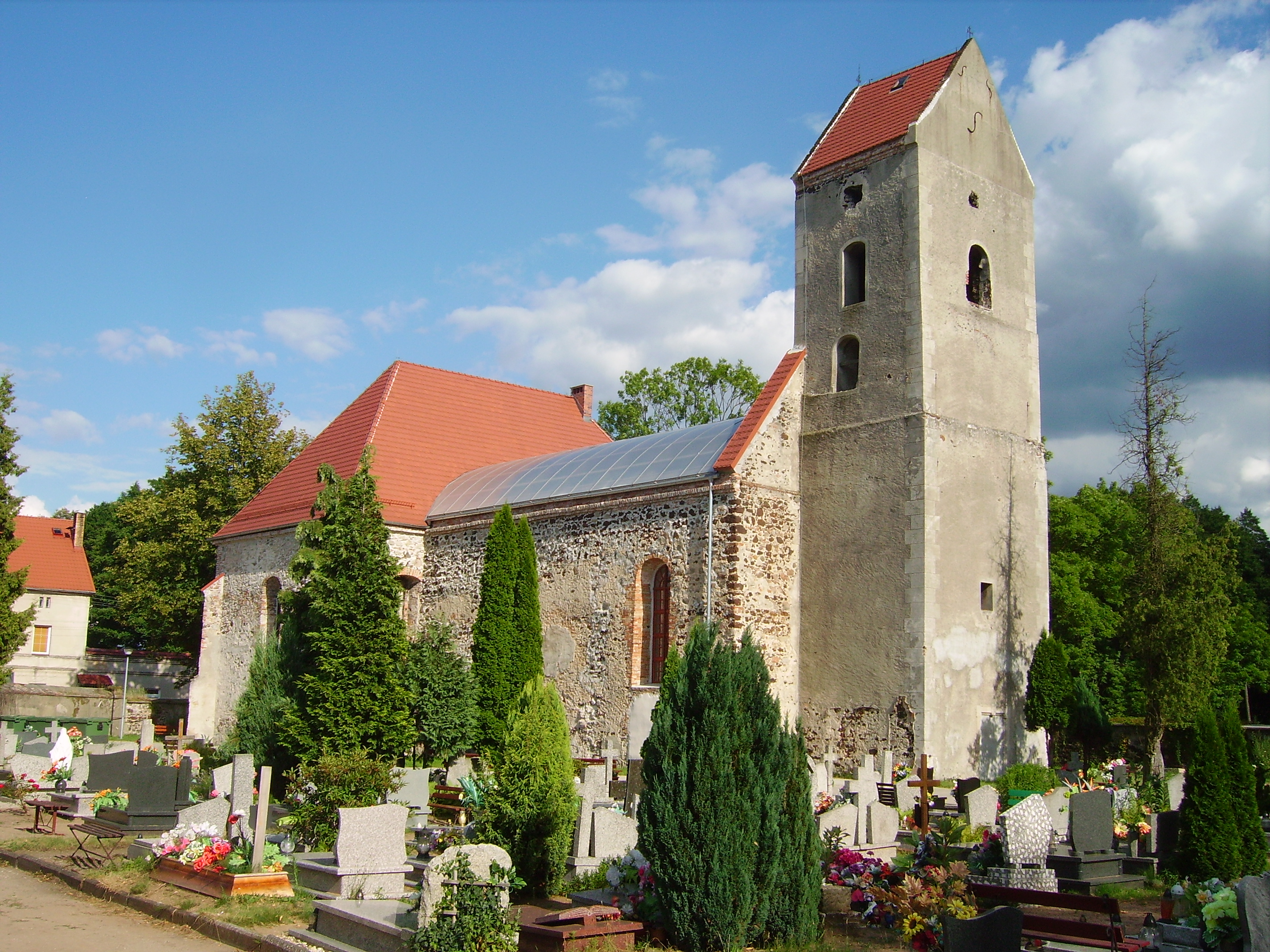
Ehemalige evangelische Kirche

Rauscha kam als Teil der Oberlausitz im Zuge des Prager Friedens 1635 vom Königreich Böhmen an das Kurfürstentum Sachsen. Infolge des Wiener Kongresses lag es in dem Teil der Oberlausitz, der 1815 an Preußen abgetreten werden musste. Bis 1945 lag die Gemeinde Rauscha im Landkreis Görlitz (Regierungsbezirk Liegnitz) in der Provinz Schlesien bzw. Niederschlesien. Im Zweiten Weltkrieg befand sich hier ein Außenlager des KZ Groß-Rosen. Nach dem Einmarsch der Roten Armee 1945 wurden die deutschen Einwohner vertrieben, der Ort wurde mit Polen besiedelt und in Ruszów umbenannt. Erst später erfolgte die Eingemeindung nach Węgliniec.

## Persönlichkeiten
- Gustav Otto Schulze (1814–1886), deutscher Mediziner, der in Berlin wirkte
- Georg Geist (1895–1974), deutscher Politiker (SPD), 1946–1966 Landrat im Kreis Esslingen
- Walter Hübner (1896–1965), 1933–1945 Landrat im Landkreis Reichenbach (Eulengebirge)
- Herbert Schäfer (* 1932), deutscher Automobildesigner, 1972–1993 Chefdesigner bei VW